# Pontoise-lès-Noyon
Pontoise-lès-Noyon é uma comuna francesa na região administrativa de Altos da França, no departamento de Oise. Estende-se por uma área de 6,58 km². Em 2010 a comuna tinha 464 habitantes (densidade: 70,5 hab./km²).